# Хуго фон Ербах-Фюрстенау
Хуго Волфганг Ернст Едгар Клотар фон Ербах-Фюрстенау (на немски: Hugo Wolfgang Ernst Hugo Edgar Klothar Graf zu Erbach-Fürstenau; * 15 септември 1832 в дворец Фюрстенау (Михелщат); † 21 февруари 1894 в дворец Фюрстенау) е граф на Ербах-Фюрстенау в Оденвалд. Той е офицер, хесенски политик и народен представител на народното събрание във Велико херцогство Хесен.
Той е най-малкият син на граф Албрехт фон Ербах-Фюрстенау (1787 – 1851) и съпругата му принцеса Луиза София Емилия фон Хоенлое-Нойенщайн-Ингелфинген (1788 – 1859), дъщеря на княз Фридрих Лудвиг фон Хоенлое-Ингелфинген-Йоринген (1746 – 1818) и графиня Амалия Луиза Мариана фон Хойм цу Дройсиг (1763 – 1840).
Хуго фон Ербах-Фюрстенау започва служба в австрийската войска, накрая като майор. От 1882 до 1887 г. той е като представител на племенника си граф Адалберт фон Ербах-Фюрстенау член в Първата камера на племенните господари във Велико херцогство Хесен. На 12 април 1882 г. той се заклева като народен представител.
Хуго фон Ербах-Фюрстенау умира бездетен на 61 години на 21 февруари 1894 г. във Фюрстенау и е погребан в Михелщат.

## Фамилия
Хуго фон Ербах-Фюрстенау се жени на 8 август 1867 г. в Шьонберг за за графиня Фердинанда Амалия Вилхелмина Ернестина Каролина Йохана Шарлота Доротея София Емилия Еберхардина Мария фон Ербах-Шьонберг (* 25 януари 1839, Шьонберг; † 21 февруари 1894), дъщеря на Лудевиг III фон Ербах-Шьонберг (1792 – 1863) и графиня Каролина Александрина Фридерика фон Гронсфелд-Дипенброк-Лимпург-Зонтхайм (1802 – 1852). Бракът е бездетен.